# Pelates sexlineatus
Pelates sexlineatus är en fiskart som först beskrevs av Jean René Constant Quoy och Joseph Paul Gaimard 1825.  Pelates sexlineatus ingår i släktet Pelates och familjen Terapontidae. IUCN kategoriserar arten globalt som livskraftig. Inga underarter finns listade i Catalogue of Life.